# 平乐镇 (平乐县)
平乐镇，是中华人民共和国广西壮族自治区桂林市平乐县下辖的一个乡镇级行政单位。

## 行政区划
平乐镇下辖以下地区：
上关社区、中关社区、下关社区、长滩社区、龙窝村、南洲村、马渭村、龙练村、金山村、月城村、水源村、大塘村、同乐村、南佛村、宝沙村、江口村、中华村、太平村、潮水村、上游村、上盆村、高埠村、民安村、民益村、江右村、江左村、密山渡村、桃林村、长滩村、裕丰村、湖塘村、龙田村和六合村。